# Georges Aillères
Georges Aillères (Poucharramet, Francia; 3 de octubre de 1934 – 20 de octubre de 2024) fue un jugador de rugby francés que jugó en las posiciones de pilar, segunda línea y loose forward.

## Carrera

### Club
| Periodo   | Club               |
| --------- | ------------------ |
| 1959-1965 | Toulouse Olympique |
| 1965-1966 | FC Lézignan XIII   |
| 1966-1972 | Toulouse Olympique |

### Selección nacional
Jugó para Francia en 35 ocasiones de 1961 a 1970 y anotó un trie y tres puntos, además de ser el capitán de la selección nacional que llegó a la final de la Copa Mundial de Rugby League de 1968 en Australia donde perdieron ante Nueva Zelanda.

## Legado
La Georges Aillères French Cup fue creada en su honor.

## Logros
- Campeonato de Francia (1): 1965
- Copa de Francia (1): 1966